# Pterodrilus simondsi
Pterodrilus simondsi är en ringmaskart som beskrevs av Holt 1968. Pterodrilus simondsi ingår i släktet Pterodrilus och familjen Cambarincolidae. Inga underarter finns listade i Catalogue of Life.